# ماکیف
ماکیف (روسی: ГРЦ Макеева) شرکت صنایع جنگ‌افزاری روس است، که در سال ۱۹۴۷ تأسیس شد.